# Великогерцозька усипальниця (Карлсруе)
49°01′12″ пн. ш. 8°25′13″ сх. д. / 49.0199° пн. ш. 8.42015° сх. д.
Великогерцозька усипальниця (нім. Großherzogliche Grabkapelle) — каплиця-мавзолей у німецькому місті Карлсруе, Баден-Вюртемберг.
Була побудована в 1889—1896 рр. Германом Гембергером за попередніми проектами Франца Бера і Фрідріха Гембергера у Фазановому саду, розташованому в міському районі Остштадт.

## Історія
Її замовили великий герцог Баденський Фрідріх I та його дружина Луїза Прусська: причиною стала рання смерть їхнього молодшого сина Людвіга Вільгельма.
Батьки хотіли мати можливість вшанувати його пам'ять далеко від міського шуму «в усамітненні глибокого спокою лісу».
До цього часу правителів Бадену ховали в замковій церкві Святого Михайла у Пфорцгаймі або в крипті міської церкви Карлсруе — місцях, які великий герцог і велика герцогиня не могли відвідати, не викликавши суспільного розголосу.
Поховальна каплиця розташована на модриновій алеї Гардтвальду, на краю фазанарію між вулицями Аденауеррінг і Клостервег, навпроти коледжу Ганса Дікманна.
Це один з наймальовничіших пам'яток історії Бадена.
Залитий світлом інтер'єр верхнього костелу характеризується рядами колон, верхній ряд яких виконаний з мерехтливого чорного лабрадору.
Вони підтримують консолі з пісковику і дерев'яне бочкове склепіння з витіюватими поясними арками.
Чотири голови ангелів зі світло-жовтого вапняку оживляють перехід.
Декоративні форми, такі як фризи з листя та капітелі з листя, можна знайти всюди.
У листі фриза апсиди ховаються кам'яні ящірки.
Герман Фольц облаштував у верхній церкві чудові мармурові гробниці для принца Людвіга Вільгельма, великого герцога Фрідріха I та його дружини Луїзи Прусської.
З верхньої церкви до крипти ведуть широкі сходинки.
За кованою брамою, що складається з двох частин, відкривається світле і привітне приміщення.
Тут знаходиться 18 домовин, останнє поховання відбулося в 1952 році.
Великогерцозька похоронна каплиця є однією з державних пам'яток і знаходиться під опікою Державних палаців і садів Баден-Вюртемберга.
З 2011 року верхню церкву можна відвідати з квітня по жовтень у відповідні години роботи.
Крипту можна відвідати лише в рамках спеціальних екскурсій.

## Список осіб, похованих у склепі

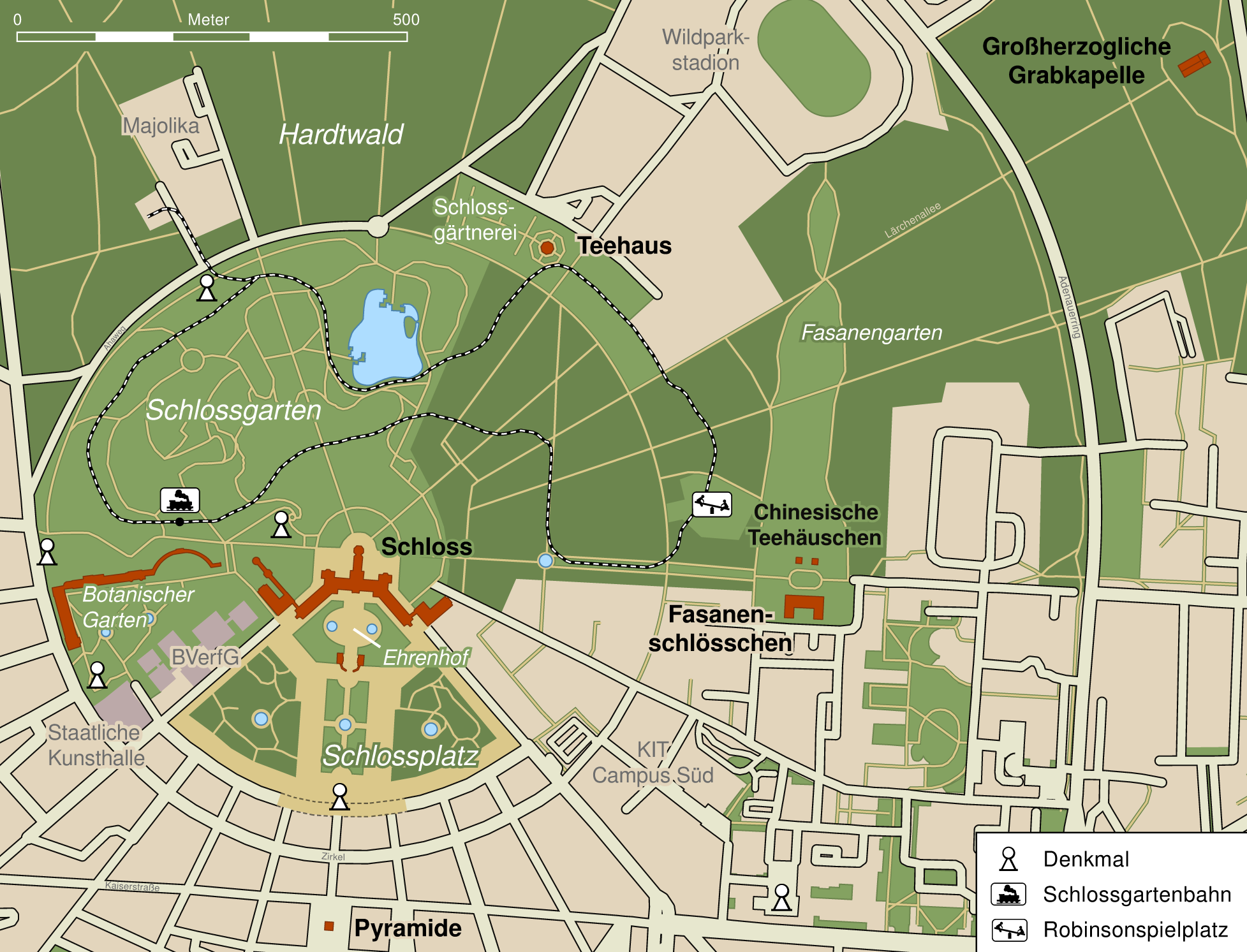
Карта палацового комплексу Карлсруе. Усипальниця позначена на північному сході

Члени сім'ї Баденського дому, які померли до 1888 року, спочатку були поховані у склепі в євангелічній міській церкві Карлсруе і перепоховані у Великогерцозькій усипальниці тільки після Другої світової війни. Список відсортовано за роком смерті:
- Великий герцог Людвіг I Баденський (1763—1830)
- Генрієтта Баденська (1833—1834), дочка принца Вільгельма
- Великий герцог Леопольд Баденський (1790—1852)
- Великий герцог Людвіг II Баденський (1824—1858)
- Принц Людвіг Вільгельм Баденський[de] (1865—1888)
- Принцеса Єлизавета Александріна Вюртемберзька (1802—1864), дружина принца Вільгельма
- Велика герцогиня Софія Шведська (1801—1865), дружина великого герцога Леопольда
- Маркграф Максиміліан Баденський[de] (1796—1882)
- Принц Людвіг Вільгельм Баденський[de] (1865—1888)
- Принцеса Пауліна Єлизавета Баденська[de] (1835—1891)
- Принц Вільгельм Баденський[de] (1829—1897), перепохований у Залемському абатстві
- Принц Карл Баденський[de] (1832—1906)
- Великий герцог Фрідріх I Баденський (1826—1907)
- Розалія, графиня Рена, уроджена баронеса фон Бейст (1845—1908), дружина принца Карла
- Фрідріх фон Рена[de] (1877—1908), син принца Карла
- Принцеса Луїза Прусська (1838—1923), дружина Фрідріха I.
- Останній великий герцог Бадена Фрідріх II (1857—1928)
- Принцеса Гільда Люксембурзька (1864—1952), його дружина